# Liên đoàn bóng đá Togo
Liên đoàn bóng đá Togo (tiếng Pháp: Fédération togolaise de football, FTF) là tổ chức quản lý, điều hành các hoạt động bóng đá ở Togo. Liên đoàn quản lý đội tuyển bóng đá quốc gia Togo, tổ chức các giải bóng đá như vô địch quốc gia và cúp quốc gia. Liên đoàn bóng đá Togo gia nhập FIFA năm 1962 và CAF năm 1963.